# Le Vivier-sur-Mer

Le Vivier-sur-Mer este o comună în departamentul Ille-et-Vilaine, Franța. În 1 ianuarie 2022 avea o populație de 1.062 de locuitori.